# Vilassar de Mar
Vilassar de Mar (Catalansk udtale: [biɫəˈsa ðə ˈmar]) er en catalansk by i comarcaet Maresme i provinsen Barcelona i det nordøstlige Spanien. Byen har 21.162(2024) indbyggere og dækker et areal på 4,01 km². Den er beliggende mellem byerne Premià de Mar og Cabrera de Mar, der også er placeret mellem Mataró, hovedstaden i comarcaet, og Barcelona. Vilassar de Mar betjenes af Rodalies de Catalunya, der bl.a. opererer mellem Barcelona og Maçanet-Massanes.